# Capparis sepiaria
Capparis sepiaria är en kaprisväxtart som beskrevs av Carl von Linné. Capparis sepiaria ingår i släktet Capparis och familjen kaprisväxter.

## Underarter
Arten delas in i följande underarter:
- C. s. boscioides
- C. s. citrifolia
- C. s. fischeri
- C. s. rivae
- C. s. stuhlmannii
- C. s. subglabra

## Bildgalleri

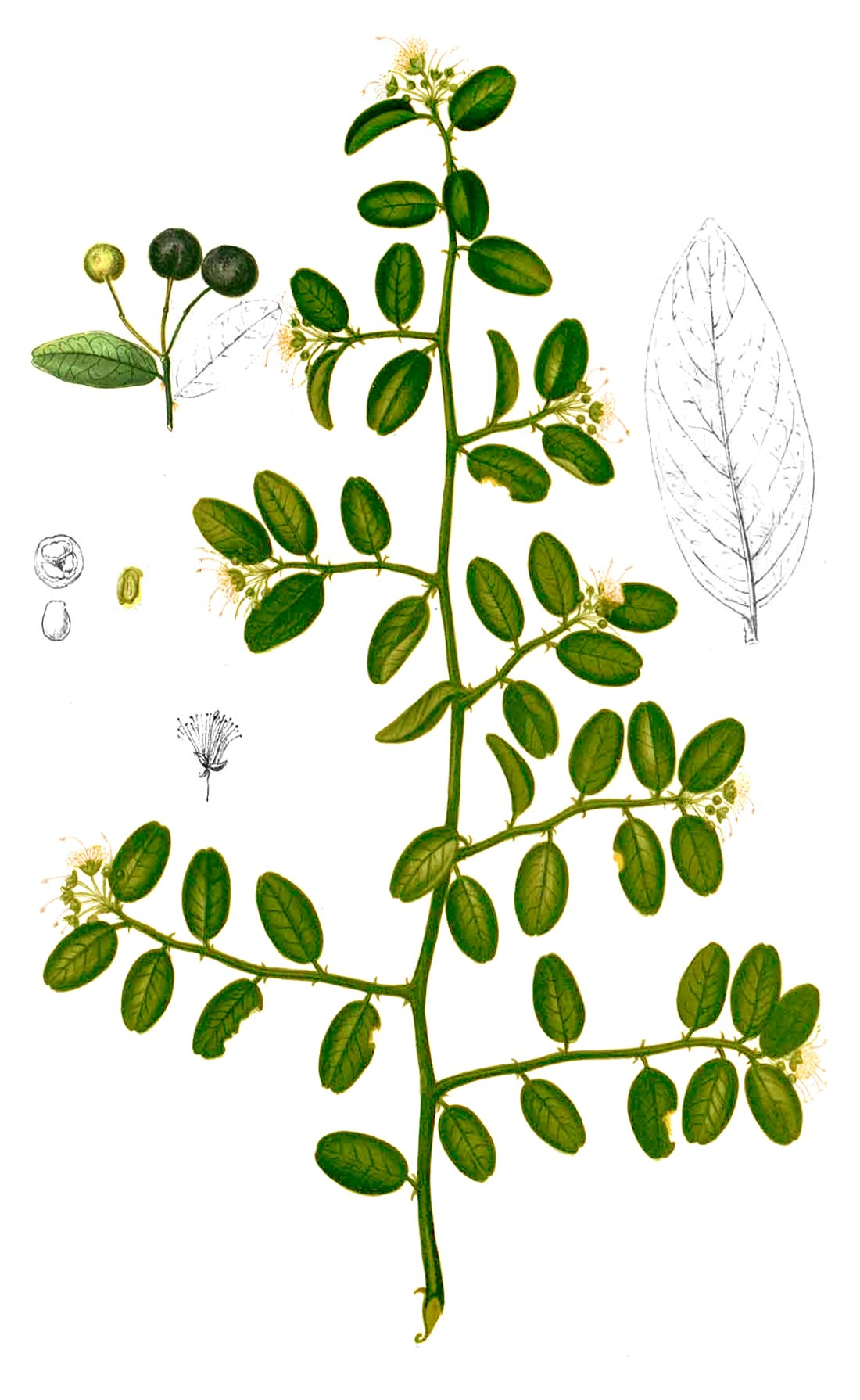
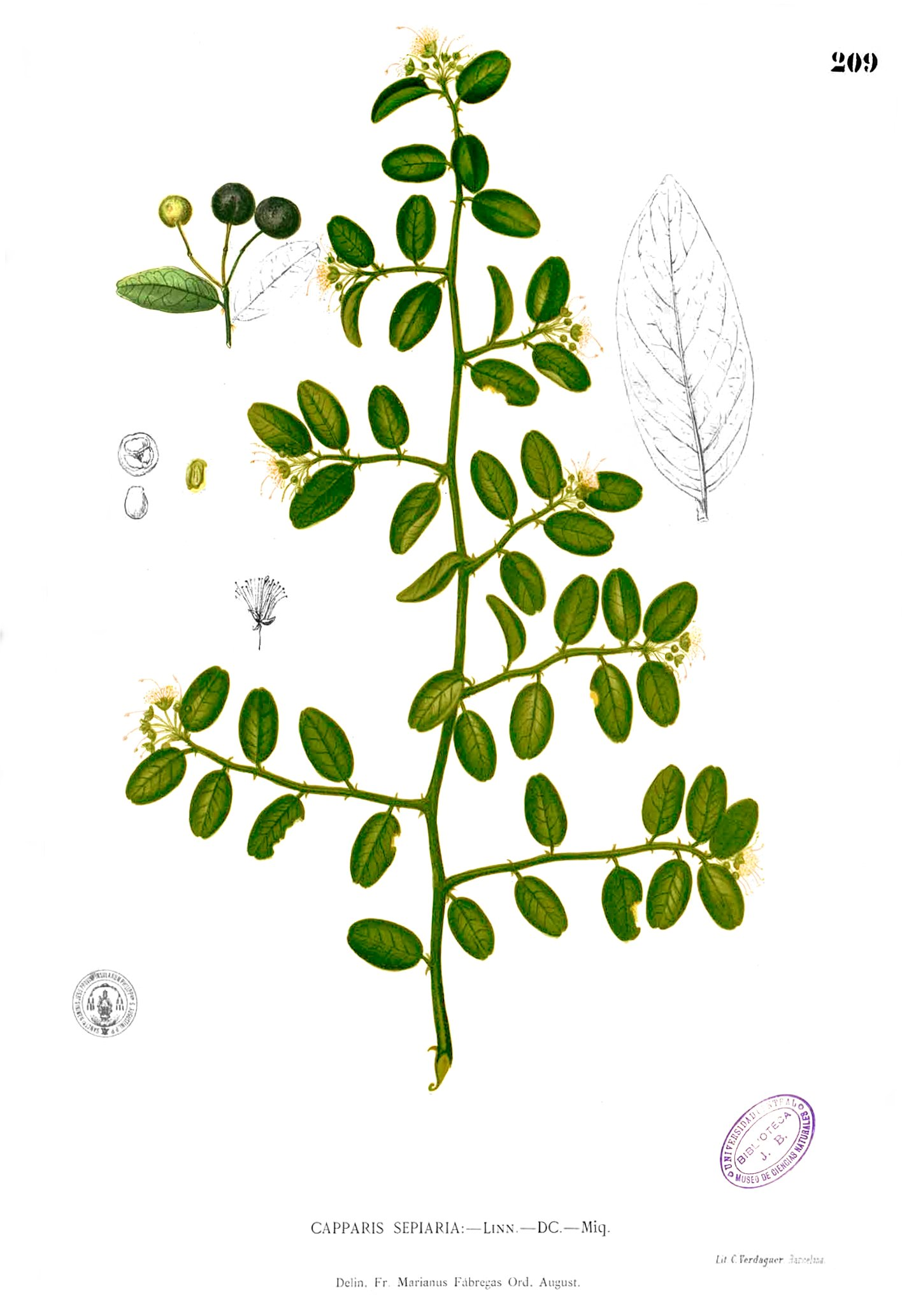
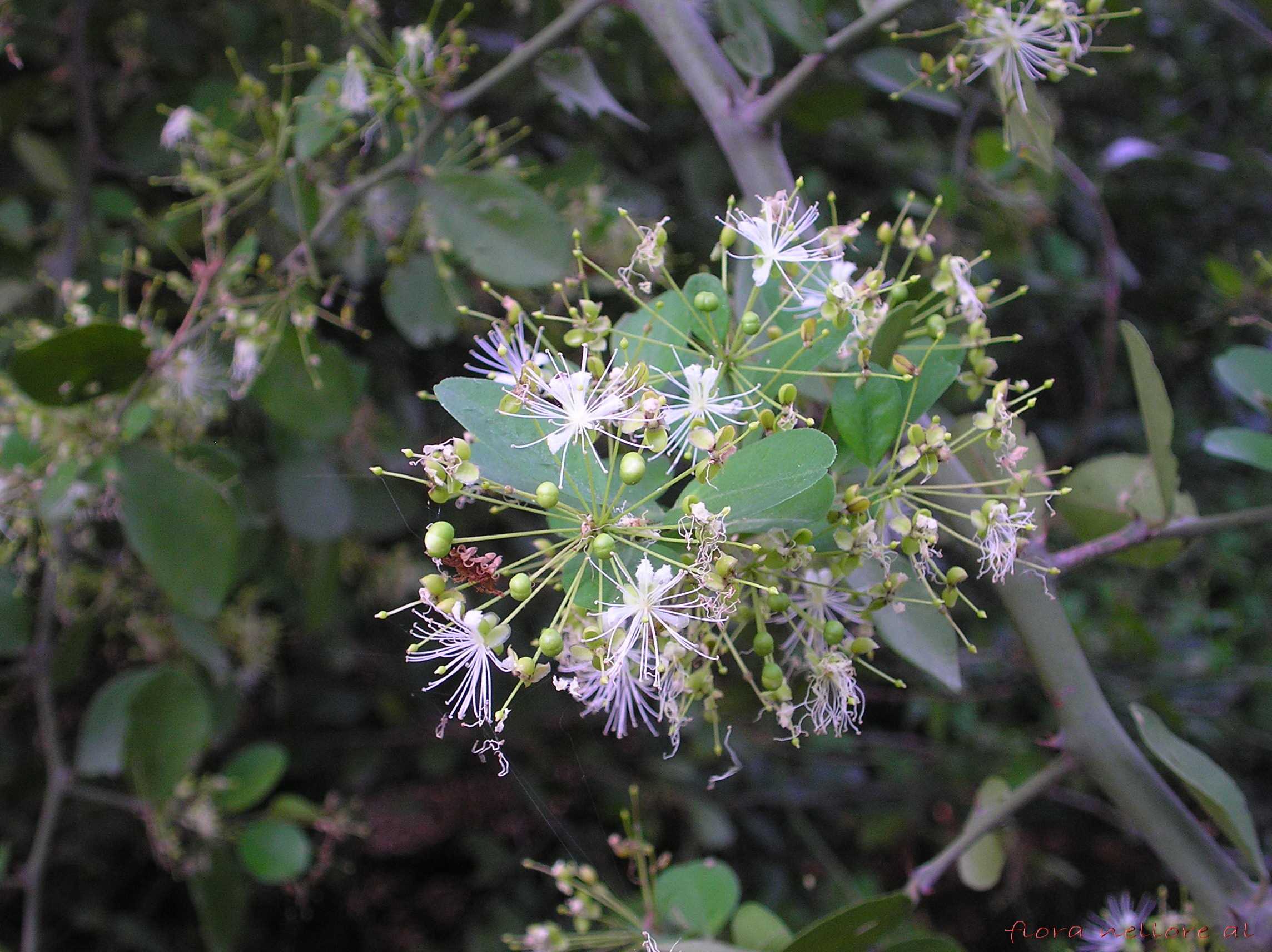
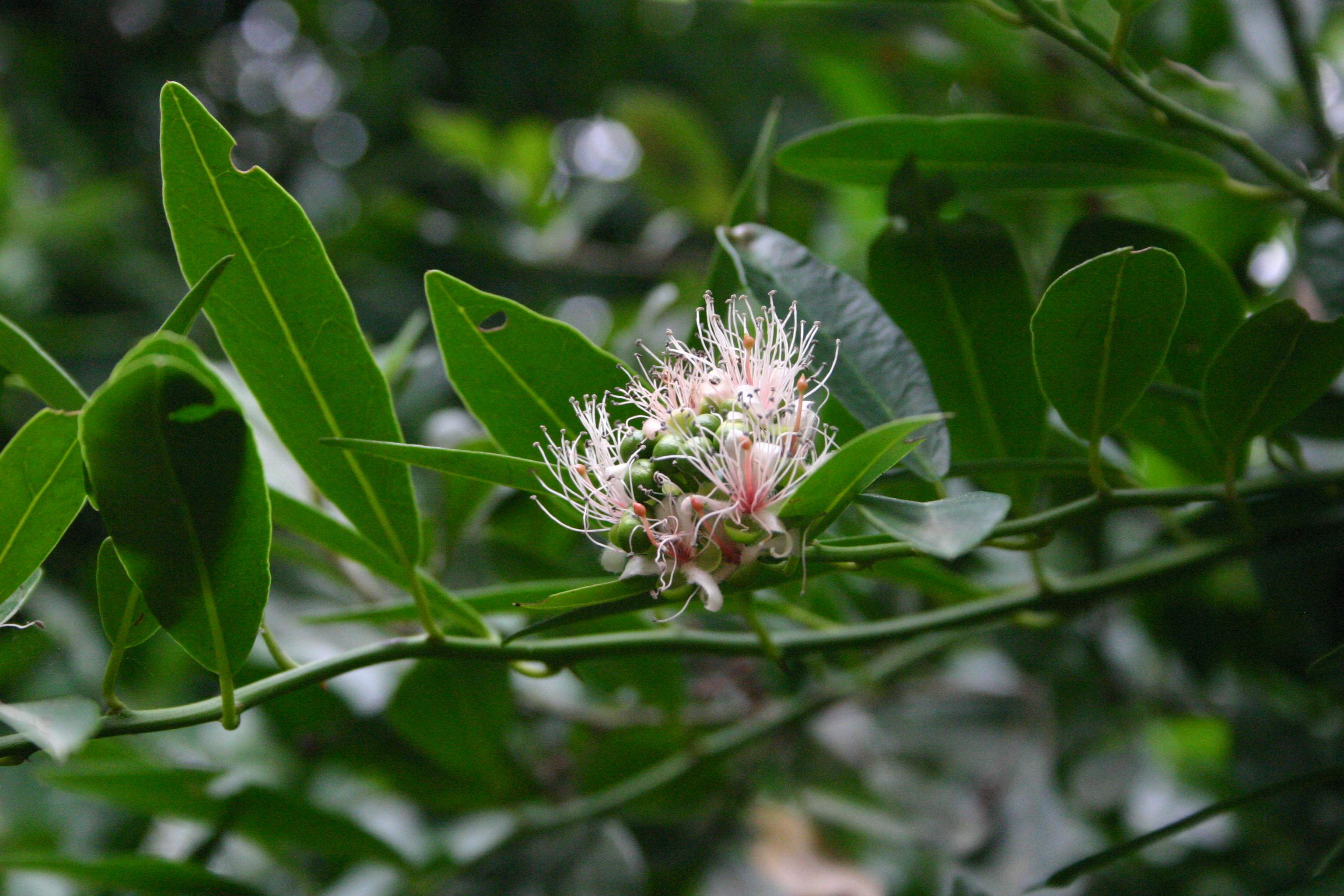